# Balån
Balån är en å i nordöstra Ångermanland, Bjurholms kommun. Längd ca 15 km, flodområde ca 150 km². Balån rinner upp i Balsjön och mynnar i Öreälven. Vid Balfors finns en brant forssträcka på flera kilometer. Största biflöde är Angsjöbäcken.
I Balån, som är en gammal flottled, har man alltsedan 1990-talet återupptagit en del flottning i övningssyfte, för att skolelever ska få prova hur flottning går till.[källa behövs]